# Smosh
Smosh — комедійний дует, який здобув популярність на відеохостингу YouTube і заснований Даніельом Ентоні Паділом (англ. Daniel Anthony Padilla, нар. 16 вересня 1987 року) та Іаном Ендрю Хекоксом (англ. Ian Andrew Hecox, нар. 30 листопада 1987 року). 
У 2002 році Ентоні Паділья створив вебсайт під назвою smosh.com. Пізніше до нього приєднався його друг Іан Хекокс. Восени 2005 року вони почали викладати відео на YouTube, і незабаром їх канал став одним з найпопулярніших на сайті, набравши 5 мільйонів підписників до липня 2012 року. І до січня 2013 року стали першими за кількістю підписників на YouTube, обігнавши Рея Вільяма Джонсона. 15 серпня 2013 року вони поступилися шведському геймеру PewDiePie. На даний момент на їх каналі на YouTube більше 22 774 755 підписників.

## Фільми
18 вересня 2014 року Lionsgate оголосила про те, що повнометражний фільм "«Smosh: The Movie»" в розробці. Над фільмом працюють: режисер Алекс Вінтер, сценарист Ерік Фальконер за участю Іана Хікокса і Ентоні Паділья, продюсери Браян Робінс і Дон Данн. Головні ролі виконують: Дженна Марблс, Шейн Доусон, Грейс Гельбіг, Майкл Іан Блек, Стів Остін та інші. 12 червня вийшов офіційний трейлер «Smosh: The Movie», також була вказана дата виходу самого фільму — 24 липня. Smosh також озвучили персонажів в анімаційному фільмі «Angry Birds». Smosh також створили фільм Ghostmates для YouTube Red. Фільм був випущений в 14 грудня 2016.